# Dalurendagkaartje
Een Dalurendagkaartje is een dagkaart voor stads- en streekvervoer in de provincie Noord-Brabant. Het is na afstempeling gedurende de daluren van de hele dag geldig in alle bussen van Arriva en Hermes die rijden in de concessies die onder het bestuur van de provincie vallen.
Het dalurendagkaartje kan voor 6,22 euro bij de chauffeurs gekocht worden. De daluren zijn op maandag t/m vrijdag vanaf 9.00 uur, in de weekenden, kerstvakantie en in de maanden juli en augustus de hele dag.
De kosten zijn € 11 (dubbel tarief) indien ook van Brabantliners (400, 401 en ook 101) gebruikgemaakt wordt, reizigers kopen twee Dalurendagkaartjes.

## Geschiedenis
Het kaartje werd op 1 januari 2007 geïntroduceerd door de provincie Noord-Brabant voor een proefperiode van 2 jaar, na het succes van het Met-Elkaartje, en was bestemd voor de individuele reiziger. Het kostte 3 euro.
Op 1 maart 2007 nam het SRE het kaartje over voor haar concessies. Sindsdien was het kaartje geldig in alle bussen in de provincie Noord-Brabant met uitzondering van de Nightliner in Tilburg, de Uitbus in Breda, de Brabantliner, Connexxion bussen naar de provincie Zeeland en lijn 19 van Breda naar Antwerpen en Hulst (Zeeuws-Vlaanderen). Vanaf 1 januari 2008 werd het kaartje ook geldig op de Uitbus en Nightliner. Bij concessieoverschrijdende lijnen was het kaartje geldig tot en met de provincie grens.
Naast het dalurendagkaartje was er ook een soortgelijk kaartje van 2 euro voor reductiegerechtigden (kinderen onder de 12 jaar, 65+'ers en studenten met een geldige OV-studentenkaart).
Op 1 januari 2009 werd het kaartje ongeldig in een groot deel van Brabant omdat een nieuwe Goedkope Openbaar Vervoer (GOV) actie van start ging onder de naam De bus. Beter dus. Het dalurendagkaartje was daarmee nog geldig in het SRE-gebied omdat men hier niet aansloot op de Goedkope Openbaar Vervoer actie van de Provincie Noord-Brabant.
Hiermee kwamen twee verschillende (daluren)dagkaartjes in één provincie in omloop en dit leidde tot de vreemde situatie dat het dalurendagkaartje van SRE ook geldig was in de rest van Noord-Brabant maar andersom niet.
Op 1 maart 2009 is het dalurenkaartje van het SRE dan ook tijdelijk vervallen en sloot het SRE deels aan op de Goedkope Openbaar Vervoer actie van de provincie Brabant.
Per 1 juli 2010 stopte de proef met de Goedkope Openbaar Vervoer actie. De dalurendagkaart deed zijn herintrede op de bus en werd vanaf die datum weer verkocht. De voorwaarden waren gelijk aan het oude dalurendagkaartje. De 2 euro kaart voor reductiegerechtigden keerde niet terug. Het kaartje was te koop in Brabantse bussen van Arriva, Hermes en Veolia en bij de Hermeswinkel in Eindhoven. De kosten waren € 6,- (dubbel tarief) indien ook van Brabantliners (400, 401 en ook 101) gebruikgemaakt werd, reizigers kochten twee Dalurendagkaartjes.
Het dalurendagkaartje werd per 3 november 2011 afgeschaft toen in Noord-Brabant het Nationaal Tariefsysteem werd afgeschaft en volledig op de OV-chipkaart werd overgestapt. Voortaan kon in de bus alleen nog een ritkaartje van 3,50 voor een enkele rit zonder overstap gekocht worden. Op 20 januari 2013 deed het Dalurendagkaartje wederom zijn herintrede. De prijs was verhoogd naar 5,50 en was alleen geldig in de bussen onder provinciaal bewind, bij Arriva en Veolia. In tegenstelling tot het oude dalurendagkaartje was de nieuwe kaart op lijn 99 van Uden naar Nijmegen op de gehele lijn geldig en werd ook verkocht en geaccepteerd bij vervoerder Hermes (Breng) welke deels op deze lijn reed.